# 立源寺
立源寺（りゅうげんじ）は、東京都目黒区中根にある日蓮宗の寺院。山号は長昌山。本尊は三宝尊。旧本山は身延山久遠寺。脱師法縁。通称、碑文谷三宝殿。

## 歴史
1624年（寛永元年）日運によって創建され、日蓮宗不受不施派（法華信者以外からの布施を受けず、法華信者以外への施しをしない）を唱える寺院のひとつであった。1698年（元禄11年）碑文谷法華寺（現在の円融寺 (目黒区)）が天台宗に改宗したため身延山久遠寺末となる。

## 文化財
- 目黒区指定文化財
  - 三宝尊　法華寺の銘と日晴（法華寺13世）の署判が像底にあり法華寺より移されたものとわかる。
  - 木造文殊菩薩像、普賢菩薩像　江戸時代の弘化2年（1845年）制作

## 所在地
- 東京都目黒区中根2-21-17